# Strogo zabraneno
Strogo zabraneno è un singolo della cantante bulgara Andrea, pubblicato il 31 agosto 2017.
Il singolo ha visto la partecipazione di Suzanitta.